# 佐藤敏夫 (音響監督)
佐藤 敏夫（さとう としお、1940年1月13日 ｰ ）は、日本の吹き替え演出家、音響監督である。フリー。
吹き替えの黎明期から活動している。主な吹き替え演出作品に、『風と共に去りぬ』、『ローマの休日』、『007』シリーズ（TBS版）、『インディ・ジョーンズ』シリーズ（日本テレビ版）、ドラマ『ER緊急救命室』など。テレビアニメ『フランダースの犬』、ゲーム『サクラ大戦』シリーズなどでは録音監督を務めた。

## 経歴
兵庫県出身。日本大学芸術学部卒業。
1962年、東北新社に入社。外画演出部に所属し、数々の洋画吹替の演出を担当。
1997年、東北新社を退社。以降はフリーの音響監督として活動。劇団スーパー・エキセントリック・シアターやフォースアベニュー等で後進の育成にもあたっている。

## 特色・人物像
外画吹き替えの黎明期から活躍するベテランの一人であり、活動50年以上を迎えた現在でも現役で活躍している。
佐藤の演出は業界での評価も非常に高く、三ツ矢雄二は「当時（80年代）の洋画では佐藤敏夫さんに演出してもらえたら一人前と言われるほどの巨匠だった」と評している。
出演した役者からの信頼も厚いことで知られる。佐藤を「第2の父」と呼び慕う坂本真綾は「佐藤さんの演出には作品に対する愛、ひとつひとつの役柄に対する愛、役者やスタッフに対する愛がある」と語っている。
小山力也は「私の師匠」とし、声優デビュー作となった『ER緊急救命室』で起用してくれた佐藤について「抜擢してくださったプロデューサーとディレクターが、僕の人生の大恩人です。吹替えの誇り、醍醐味、真髄を教えていただきました。いまも目指して精進しています」と語っている。
大塚明夫は、相性が良く仕事がやりやすい演出家として佐藤の名を挙げたことがある。また、吹き替えデビュー作の演出が佐藤だった沢城みゆきは「お話した回数は確かに多くありませんが、私としてはいつか認めていただきたい、たどりつきたい存在なんです」と語り、ゲーム『ぼくのなつやすみ2 海の冒険篇』（PSP版）で佐藤に褒められた際は嬉しかったという。
横山智佐によると佐藤はゲームでの演出の際、作品世界に入りこむため台詞を言っている役者の姿はあえて見ずに、机に突っ伏してピクリとも動かず声を聞いていたという。横山はこれを怖いと思いつつも「なんて丁寧な収録なんだ」と感動したという。

## エピソード

### 仕事に対する姿勢
自身の吹き替え演出について「単なる（原語版の）模倣ではなく、物語や役のイメージにあった演出を心がけた」と発言している。また「オリジナルを中心にする字幕版と違い、日本人に分かりやすく、日本人のために見せる吹替版」との考えを持ち演出しているという。
「『作りすぎない作り物』を作ること」を大切にしており「画面の中の映像はニセモノだけど、嘘を嘘じゃないように見せたい。心がけているのは、その点なんです」と話している。
キャスティングに関しては「吹替えの声は誰がやったっていいんです。演じている本人の声ではないんですから」「やっぱり表現力の問題ですよね。"この役者を表現してくれる役者は誰だろう？"みたいな選び方をしたと思います」と語り、声質や口調より役に合わせた配役にすることを重視していた。
近年の若い音響監督について、「自分がお前を使ってやるんだ」「この役をお前にやらせてやるよ」という言い方をする人がいることに関しては苦言を呈している。「今の風潮として、忙しいとか、期間が無いとか、とにかく作らなきゃいけないという切羽詰ったところが現場にあるので、余計に『じゃあこれはお前、これはお前、これはお前な』みたいな作り方をしているように見えるんですが、それをやったら吹替えの未来は無くなってく」と語り、大塚周夫を『ヒトラー 〜最期の12日間〜』のヒトラー役にキャスティングした経緯を例に、キャスティングする側が役者の本質を理解した上で「だからこそ、この役はあなたにお願いしたい」という姿勢をとることが日本語版を大事にしていくことになると述べている。
近年の若手声優については「どんな役でも出来るかもしれないけども、『これだけは俺に任せろ』というような個性というか（中略）『この人にこの俳優の声を演じてもらいたい』というような個性的な役者が少なくなってきている」と発言している。

### 担当作品に関して
「007シリーズ」TBS版や「インディ・ジョーンズ シリーズ」日本テレビ版、『ER緊急救命室』などで、翻訳家の木原たけしとは組む機会が多かった。木原は佐藤について「翻訳を大事にしてくれる演出家なんです」と語り、現場で訳を変更する場合には必ず相談してくれたという。
『スター・ウォーズ エピソード1/ファントム・メナス』を演出した際、本国側のスタッフからアナキン・スカイウォーカー役には演じるジェイク・ロイドと同年代の子役を起用するよう要請があった。佐藤は児童劇団を訪ねまわったものの芝居ができる子役がいなかったため、本国側との交渉の末、子役の吹き替え経験が豊富な矢島晶子を起用することに成功したという。また、『スター・ウォーズ クローン大戦』でのアサージ・ヴェントレス役も原語版（グレイ・デライル、ニカ・フッターマン）と同じ20代女性での配役が要望されていたが、日本では同年代でオリジナルに似たしゃがれた声を出せる声優がいなかったため、当時40代半ばであった磯辺万沙子がキャスティングされた。佐藤はこの時も現地スタッフを納得させるのに苦労したと述べている。
ゲーム『サクラ大戦シリーズ』では、『サクラ大戦V 〜さらば愛しき人よ〜』まで全てのシリーズの音響監督を担当した。原作者である広井王子の想いに答えるため佐藤は、声の特徴を明確に打ち出すことと、キャラクターと声でチーム（帝国華撃団）としてのアンサンブルを取ることを意識したという。そのため、当時としては珍しく細かい部分まで丁寧に演技指導があり収録が行われたゲーム作品になったという。
ゲーム『ぼくのなつやすみ』シリーズは、自然体でキャラクターを表現してもらうことをコンセプトに演出したほか、スタッフへ「家族を全員集めて、いっぺんに録ろう」と提案し、個別収録が多いゲーム作品では珍しく出演者を全員集め、シナリオの順番通りに収録したという。佐藤はシリーズを童心に戻りながら演出したといい、「とってもいいなと思いました。ある子供が成長していく通過点で『ぼくなつ』を体験しますよね。次の年になれば、また別の子が『ぼくなつ』と出会います。このシリーズは永遠の名作なんだよ」と語っている。

## 主な参加作品

### アニメーション
1973年
- ゼロテスター

1975年
- フランダースの犬[5] ※浦上靖夫と共同

1978年
- 宇宙戦艦ヤマト2

1979年
- 海底超特急 マリンエクスプレス[22]

1983年
- レディジョージィ[23]

2003年
- 無人惑星サヴァイヴ[24]

2005年
- タイドライン・ブルー[25]

### 劇場アニメ
2004年
- NITABOH 仁太坊-津軽三味線始祖外聞

### OVA
1997年
- サクラ大戦 桜華絢爛

### ゲーム
1996年
- サクラ大戦

1998年
- サクラ大戦2 〜君、死にたもうことなかれ〜
- Heart Of Darkness

2000年
- ぼくのなつやすみ

2001年
- サクラ大戦3 〜巴里は燃えているか〜

2002年
- サクラ大戦4 〜恋せよ乙女〜
- ぼくのなつやすみ2 海の冒険篇

2005年
- サクラ大戦V 〜さらば愛しき人よ〜

2007年
- ぼくのなつやすみ3 -北国篇- 小さなボクの大草原

2009年
- ぼくのなつやすみ4 瀬戸内少年探偵団「ボクと秘密の地図」

### 吹き替え演出

#### 映画
- 愛と青春の旅だち（フジテレビ版）
- 愛のエチュード
- 愛の神、エロス
- アウト・オブ・コントロール
- アウト・フォー・ジャスティス（テレビ朝日版）
- アウトロー（TBS版）
- アトランティス7つの海底都市
- アニー
- アマデウス（テレビ朝日版・ディレクターズカット版追加部分）
- ある愛の詩（フジテレビ版）
- アルティメット・ディザスター
- アンタッチャブル（テレビ東京版）
- アンブレイカブル（テレビ東京版）
- アンナと王様（テレビ東京版）
- アンディ・ガルシア 沈黙の行方
- イン・ザ・ベッドルーム
- インディ・ジョーンズ シリーズ
  - レイダース/失われたアーク《聖櫃》（日本テレビ版）
  - インディ・ジョーンズ/魔宮の伝説（日本テレビ版）
  - インディ・ジョーンズ/最後の聖戦（日本テレビ版）
- ウインドトーカーズ（ソフト版）
- ウエスト・サイド物語（TBS旧版[26]）
- ウォーロード/男たちの誓い
- ウォンテッド（劇場公開版）
- ウルフ（ソフト版）
- エイジ・オブ・イノセンス/汚れなき情事
- エクソシスト（日本テレビ版）
- エスパー
- エリザベス:ゴールデン・エイジ
- エントラップメント（テレビ東京版）
- 大いなる西部（NETテレビ新版）
- 狼男アメリカン
- 男の闘い
- かげろう
- 風と共に去りぬ（ワーナー版・日本テレビ新版・テレビ東京版）
- カプリコン・1
- 花様年華
- 華麗なる賭け（TBS版・フジテレビ版）
- カンザス・シティ
- ガン・ホー
- 奇跡の旅
- 北国の帝王（完声版追加収録部分）
- キャスパー（VHS版）
- キリング・ミー・ソフトリー（ソフト版）
- ギルティ/罪深き罪
- 木を植えた男
- 銀幕のメモワール
- クライムブローカー 仮面の誘惑
- クリスマス・キャロル
- クリムゾン・タイド（日本テレビ版）
- グッバイガール
- 刑事マディガン（テレビ朝日版）
- ゴッドファーザー テレビ完全版
- コンタクト（テレビ東京版）
- サウンド・オブ・ミュージック（製作40周年記念版・製作50周年記念版[27]）
- ザ・タイタニック
- サタデー・ナイト・フィーバー（テレビ朝日版）
- ザ・ファーム 法律事務所（ソフト版）
- さよなら、さよならハリウッド
- ザ・リングシリーズ
  - ザ・リング（ソフト版）
  - ザ・リング2
- サルサ!
- ザ・ロック（日本テレビ版）
- サンタクロース（劇場公開版）
- サン・ピエールの未亡人
- シャレード
- シャンドライの恋
- ジュラシック・パーク・シリーズ
  - ロスト・ワールド/ジュラシック・パーク
  - ジュラシック・パークIII
- ショコラ
- スーパーマンシリーズ
  - スーパーマン（テレビ朝日旧版）
  - スーパーマンII 冒険篇（テレビ朝日旧版）
  - スーパーマンIII/電子の要塞
  - スーパーマンIV/最強の敵（テレビ東京版WOWOW追加収録部分）
- スター・ウォーズ・シリーズ
  - スター・ウォーズ エピソード4/新たなる希望（日本テレビ'02年版）
  - スター・ウォーズ エピソード1/ファントム・メナス
- スタートレックシリーズ
  - スタートレック（テレビ朝日版）
  - スタートレックII カーンの逆襲（日本テレビ版・ソフト版）
  - スタートレックIII ミスター・スポックを探せ!（日本テレビ版追加収録部分・ソフト版）
  - スタートレックIV 故郷への長い道（フジテレビ版追加収録部分・ソフト版）
  - スタートレックV 新たなる未知へ（ソフト版）
  - スタートレックVI 未知の世界（ソフト版）
  - スタートレック ジェネレーションズ（DVD新版）
- スティング（日本テレビ版）
- ストレイト・ストーリー
- ストーム・シティ
- スパルタカス（ソフト版）
- 西部決闘史
- 卒業（TBS版）
- 大西部無頼列伝（東京12チャンネル版）
- ダイヤルMを廻せ!（NETテレビ旧版）
- タクシードライバー（TBS版）
- タワーリング・インフェルノ（日本テレビ版）
- 沈黙シリーズ
  - 沈黙の戦艦（テレビ朝日版）
  - 暴走特急（テレビ朝日版）
- 追想
- ハーフ・ア・チャンス
- ハイジ
- 破壊!
- バットマンシリーズ
  - バットマン（テレビ朝日版）
  - バットマン リターンズ（テレビ朝日版）
- パリは燃えているか
- ヒトラー 〜最期の12日間〜
- フォレスト・ガンプ/一期一会（日本テレビ版）
- ペーパー・ムーン
- ベン・ハー（テレビ東京版）
- マッドマックス
- マディソン郡の橋（日本テレビ版）
- 真夜中のカーボーイ（NETテレビ版・TBS版）
- 未知との遭遇（テレビ朝日旧版）
- 名探偵登場
- ユナイテッド93（テレビ東京版）
- ゆりかごを揺らす手（テレビ朝日版）
- 夜になるまえに
- ランボー（日本テレビ新版）※角川4KレストアBD・UHDに他バージョンとともに収録。
- レッドクリフシリーズ
  - レッドクリフ Part I
  - レッドクリフ Part II －未来への最終決戦－
- レッド・サン（テレビ東京版）
- ローマの休日（TBS版・ソフト版）
- GODZILLA（ソフト版）
- OK牧場の決斗（テレビ朝日新版）
- 007シリーズ
  - 007 ドクター・ノオ（TBS版[28]）
  - 007 ロシアより愛をこめて（TBS新版[29]）
  - 007 サンダーボール作戦（TBS版[30]）
  - 007は二度死ぬ（TBS版[31]）
  -  女王陛下の007（TBS版[32]）
  - 007 ダイヤモンドは永遠に（TBS旧版[33]）
  - 007 死ぬのは奴らだ（TBS旧版[34]）
  - 007 黄金銃を持つ男（TBS版[35]）
  - 007 私を愛したスパイ（TBS旧版[36]）
  - 007 ムーンレイカー（TBS版[37]）
  - 007 ダイ・アナザー・デイ（テレビ朝日版[38]）
- 1492 コロンブス（日本テレビ版）
- 2001年宇宙の旅

#### テレビドラマ
- アルフ ※第3 - 4シーズン
- 宇宙大作戦 ※第1シーズン
- 巌窟王〜モンテ・クリスト伯
- 刑事スタスキー&ハッチ
- サンセット77
- シャイニング（ソフト版）
- 事件記者コルチャック
- 高い城の男
- 探偵ハート&ハート
- 地上最強の美女バイオニック・ジェミー
- パトカーアダム30
- ミッキーマウス60周年記念
- 名探偵ポワロ（NHK版）※第7 - 8/11 - 13シーズン
- 名探偵モンク ※第2シーズン以降
- ユナイテッド -ミュンヘンの悲劇-
- レ・ミゼラブル ※2000年版
- ER緊急救命室

#### 海外アニメ
- スター・ウォーズ クローン大戦
- リトルフット アイス・フリーズ
- リトルフット 海への大冒険

## その他
- 野村道子プロデュース「声優伝 〜声の宝石箱〜」（2025年）- 出演[39]